# Sonja Areh Lavrič
Sonja Areh Lavrič, slovenska političarka, * 22. april 1947.
Lavričeva je bila kot članica SNS poslanka 3. državnega zbora Republike Slovenije.